# Jecheon
Jecheon (Jecheon-si; 제천시; 堤川市), è una città della provincia sudcoreana del Nord Chungcheong.